# Jordaniens olympiska kommitté
Jordaniens olympiska kommitté (arabiska:اللجنة الأولمبية الأردنية) är Jordaniens nationella olympiska kommitté. 
JOK grundades den 1957 och fick ett fullt erkännande från den internationella olympiska kommittén 1963. 

## JOK:s presidenter
- Prins Faisal bin Al Hussein, 2003–